# Coccus planchonii
Coccus planchonii är en insektsart som först beskrevs av Targioni Tozzetti 1868.  Coccus planchonii ingår i släktet Coccus och familjen skålsköldlöss.
Artens utbredningsområde är Frankrike. Inga underarter finns listade i Catalogue of Life.